# Acta pædiatrica
Acta pædiatrica är en tidskrift inom pediatrik (barnmedicin) som utges vid Karolinska Institutet. Tidskriften getts ut sedan 1921, från 1965 till 1991 under titeln Acta pædiatrica Scandinavica.
Vid starten redigerades tidskriften av professor Isak Jundell och hade redaktionsmedlemmar från de fyra nordiska länderna. Från början var tanken att skapa en internationellt ledande tidskrift inom pediatrik för att ge skandinavisk pediatrisk forskning en internationell röst; tidskriften publicerades på engelska, tyska och franska under de första åren, men blev senare en ren engelskspråkig tidskrift. Från 1960-talet har tidskriften i allt större utsträckning publicerat författare från utanför Skandinavien. Redaktionen har alltid varit baserat på Karolinska Institutet där alla redaktörerna varit professorer och medlemmar av Nobelförsamlingen.

## Chefredaktörer
- Isak Jundell, 1921–1945
- Adolf Lichtenstein, 1945–1950
- Arvid Wallgren, 1950–1964
- Rolf Zetterström, 1965–2005
- Hugo Lagercrantz, 2005–